# Volvo Serie 300
La serie 300 de Volvo fue una gama de vehículos fruto de la adquisición, por parte de Volvo Car Corporation, de una sustancial participación en la filial de automóviles de DAF, en Born, en los Países Bajos.

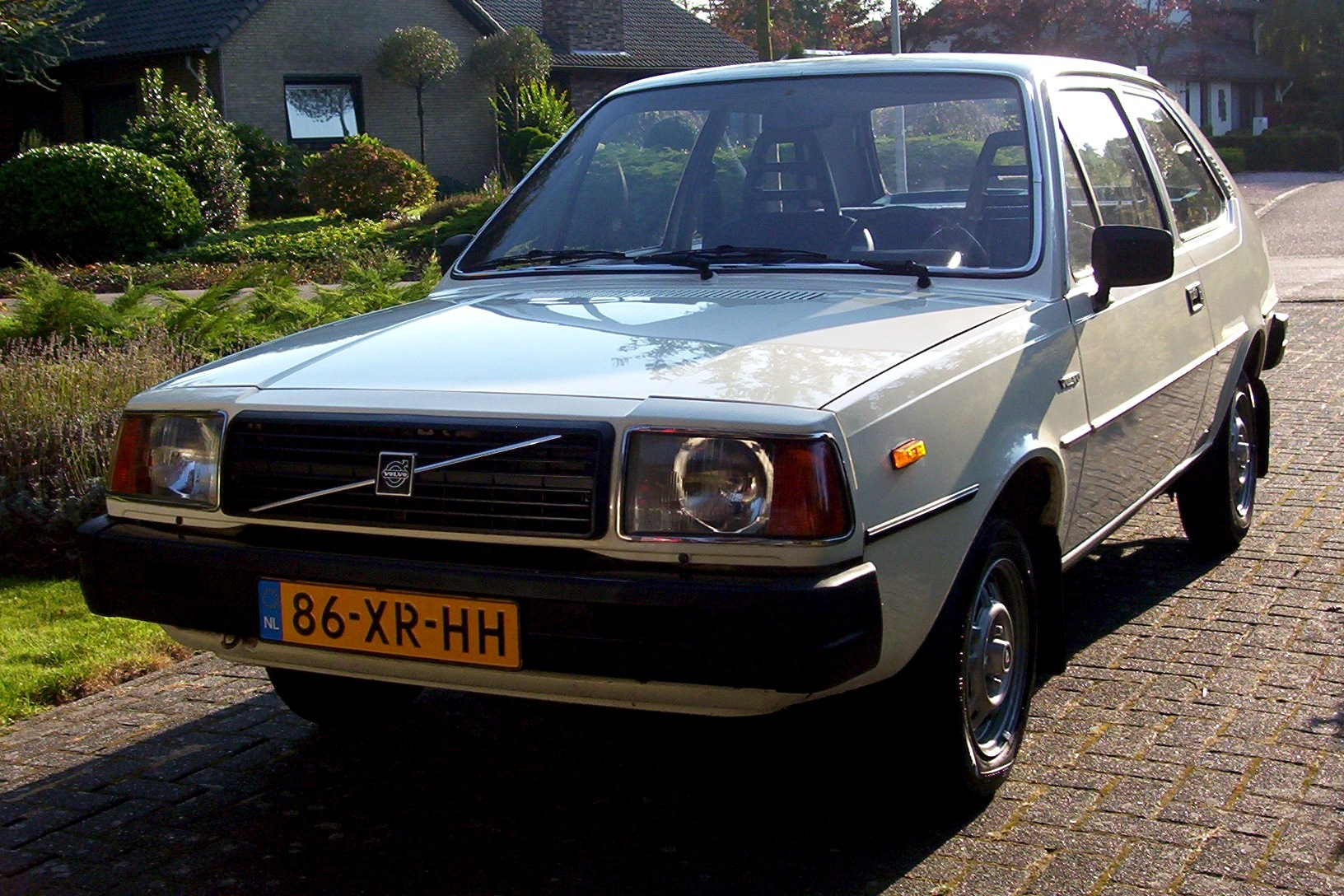
Volvo 343 primera versión.

El DAF 66 era el proyecto original que llegó a la producción en serie, por parte de la empresa original (Van Doorne). La motorización era un 1.4 de origen Renault y la característica más notoria del modelo era la transmisión de variación continua "Variomatic", con embrague de desconexión por vacío, es decir que carecía de pedal de embrague.

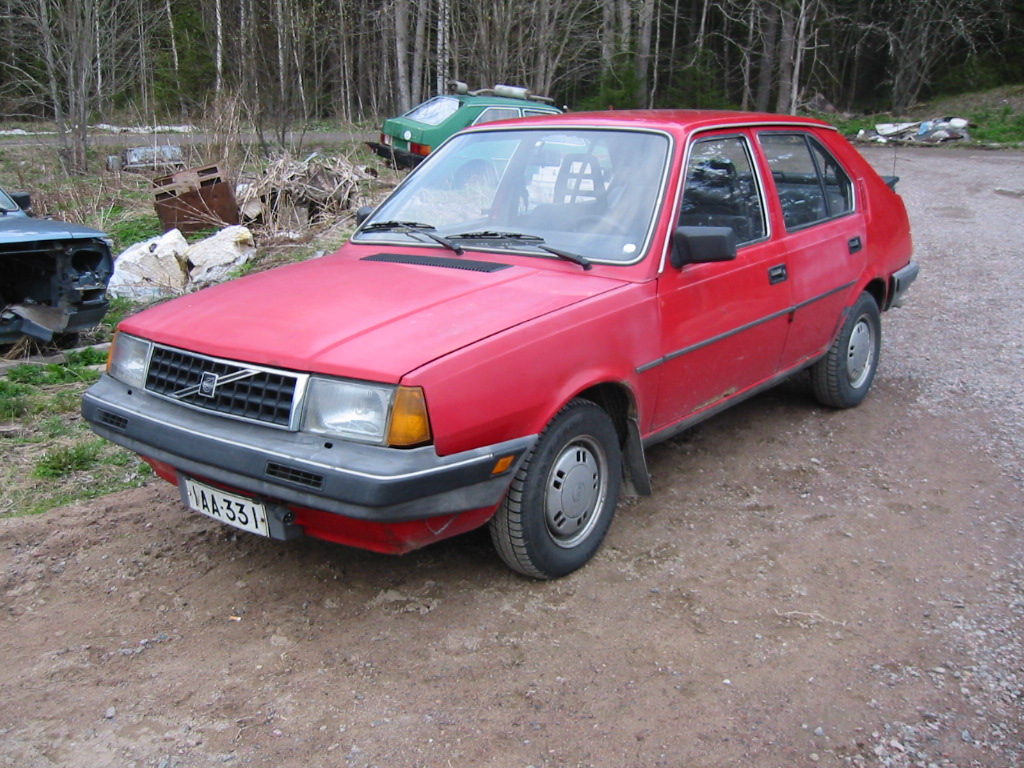
Volvo 345.

## Innovaciones técnicas
La novedad principal consistía en que el mecanismo de variador, que hacía las funciones de caja de cambios, estaba situado en el eje trasero, junto con el diferencial. Este sistema de optimización de reparto de pesos se mantuvo cuando posteriormente se montaron cajas de cambio convencionales de 4 y 5 velocidades.
El eje trasero era el llamado de tipo "De Dion", es decir con el diferencial suspendido (sujeto a la carrocería) y las transmisiones oscilantes. Su constitución tubular era rígida y al mismo iban acopladas las ruedas, guiado por dos ballestas longitudinales. Si bien el eje de Dion es una solución óptima para un tracción trasera en cuanto a que reduce los pesos no suspendidos y guía muy eficazmente el tren trasero con el único "pero" del comportamiento sobre superficies irregulares (similar a un tracción delantera con ruedas traseras tiradas), el tipo de resorte ya empezaba a considerarse obsoleto en el momento de su lanzamiento.

### Transmisiones
Técnicamente montó dos tipos de transmisiones, siempre con el diferencial/caja anclado al chasis, por un lado la transmisión "Variomatic" o "CVT", y junto a ella dos cajas manuales. Para los motores 1.7 de origen Renault se montaba la caja M45 (4 velocidades); y los motores 2.0 (B19-B200) utilizaban la M47 (de 5 velocidades) ambas procedentes del Volvo 240.

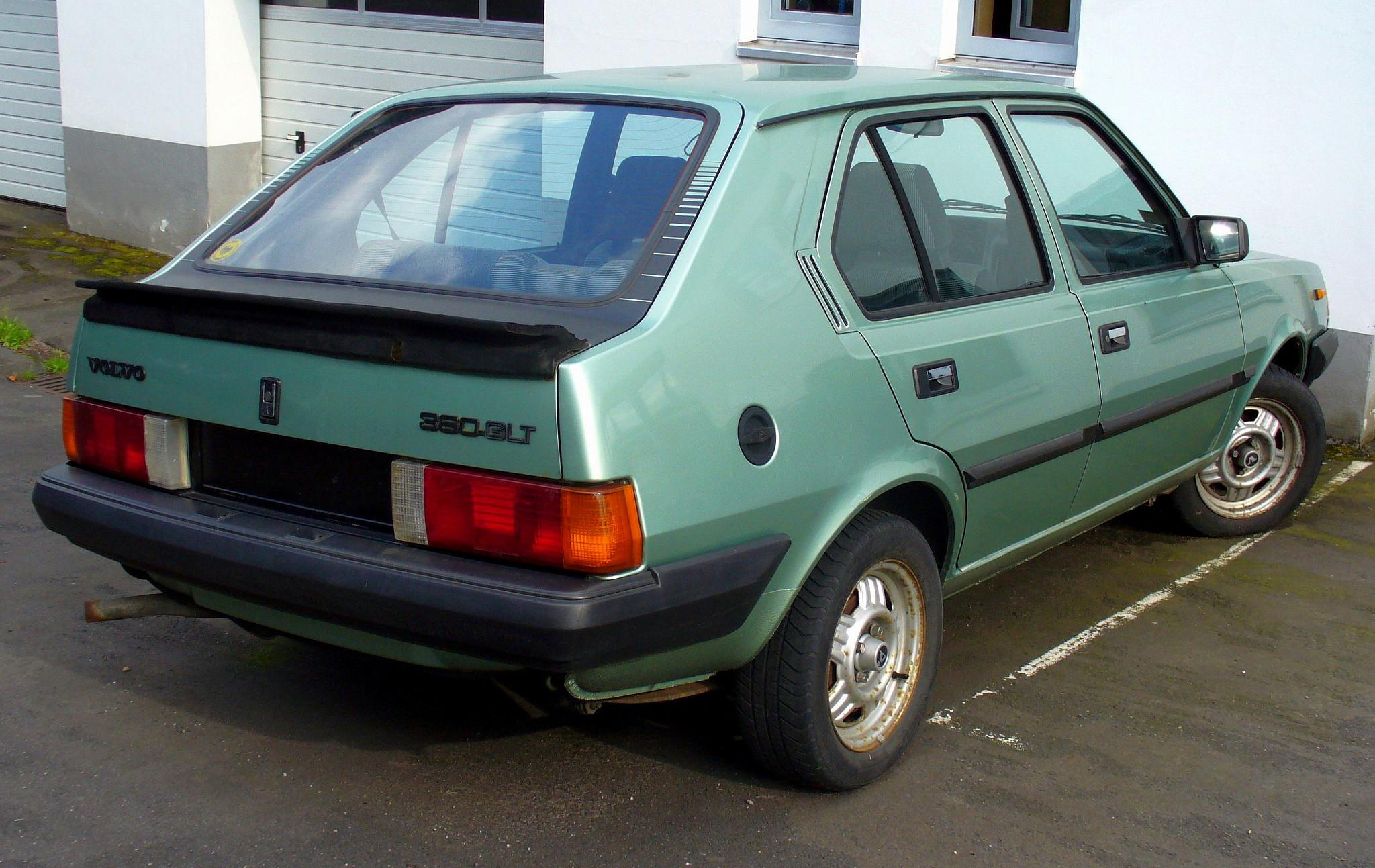
Volvo 360 GLT.

La evolución estética natural del modelo 66 estaba a punto de ver la luz (modelo 77) cuando se produjo la entrada de Volvo, creando "Volvo Car BV" como empresa filial.
Este proyecto es el que saldría a la luz en 1975, como "Volvo 340" (Serie 300), en versiones de 3 puertas (343) y a partir de 1980 con 5 (345), equipadas con el motor Renault C1J de 1.400 cc.

### Motor
En 1980 se introdujo un motor 2.0 l ("bloque rojo") de Volvo (B19), junto con el cambio manual procedente de la serie 200, aunque unido al diferencial sobre el eje trasero. La denominacón del modelo fue la de "360" y, aunque obviamente no tenía 6 cilindros, se denominó así para marcar la diferencia de nivel en la gama. El motor estaba disponible tanto en versión carburador (B19A de 92 CV) como de inyección LE-jetronic (B19E de 115 CV). Posteriormente, las variantes modernas de este motor (B200K y B200E) en la serie 700, se incorporaron a la serie 300. En este caso, por cuestiones de espacio, se conservó el distribuidor en el bloque. De este modo, quedaba rígidamente unido el conjunto cambio/diferencial al motor mediante un tubo de gran sección por dentro del cual pasaba la transmisión, todo ello sujeto a la carrocería.
Esta novedad coincidió con una renovación bastante a fondo del frontal, sobre todo de los faros y la parrilla, además del capó.
Las últimas innovaciones estéticas fueron la introducción de una versión de 3 volúmenes con maletero para el 4 puertas y el cristal trasero del 5 puertas.
En 1984 se añadió a la gama un motor Renault F2N de 1.721 cc (B172K para Volvo) de 80 CV.
En 1986 se incorporó un diesel 1.6 de 55 CV (Renault F8M), no disponible en todos los mercados.
La producción finalizó en 1991.